# Efecto de memoria espaciada
Efecto de memoria espaciada en psicología, se refiere al hecho de que los humanos y los animales pueden recordar más fácilmente o aprender los elementos en una lista cuando se estudia unas cuantas veces durante un largo período de tiempo («presentación espaciada»), más que estudiarlo repetidamente en un corto período de tiempo («presentación masiva»).
El fenómeno fue identificado por primera vez por Hermann Ebbinghaus, y su estudio detallado del mismo fue publicado en el libro de 1885 Über das Gedächtnis. Untersuchungen zur Psychologie experimentellen («Sobre la memoria: Una contribución a la psicología experimental»). Este fenómeno ha sido observado en muchas de las tareas de memoria explícita, como el recuerdo libre, reconocimiento, recuerdo con claves, y la estimación de frecuencia.
En la práctica, este efecto sugiere que «comprimir» el estudio a última hora antes de un examen, probablemente no es tan eficaz como el estudio a intervalos durante un período mucho más largo de tiempo.
Hay varias explicaciones posibles para este efecto. De acuerdo con el punto de vista de procesamiento deficiente, las presentaciones masivas o repetitivas llevan a un procesamiento deficiente de los estímulos - simplemente no se presta mucha atención a las presentaciones posteriores. Sin embargo, de acuerdo con la opinión de variabilidad de codificación, la repetición espaciada probablemente implica cierta variabilidad en las presentaciones; bajo repeticiones masivas, sin embargo, las representaciones en memoria correspondientes son similares y relativamente indiscriminables. La robustez del fenómeno y su resistencia a la manipulación experimental hacen difíciles las pruebas empíricas de sus parámetros.